# Zoatoupsi (Bikok)
Pour les articles homonymes, voir Zoatoupsi.
Zoatoupsi est un village de la région du Centre au Cameroun, localisé dans l'arrondissement (commune) de Bikok et le département de la Méfou-et-Akono.

## Population
En 1965 Zoatoupsi comptait 315 habitants, principalement des Etenga.
Lors du recensement de 2005, ce nombre s'élevait à 480.